# Classe di laurea
Una classe di laurea, nell'ordinamento didattico universitario italiano, è un raggruppamento di determinati corsi di laurea.

## Storia
Prima della riforma stabilita dal MiUR con  D.M. 3 novembre 1999. n. 509, il numero di corsi di laurea, il loro nome e, in parte, i piani di studio erano fissati per legge, uguali per tutte le università. Ad esempio, era prevista una sola Laurea in Informatica per tutta Italia. Ora, invece, i decreti fissano solo le classi: il loro numero, i loro nomi, alcuni vincoli. Ad esempio, il D.M. 509 fissava per l'informatica la Classe delle Lauree 26, "Scienze e Tecnologie Informatiche", e la Classe delle Lauree Specialistiche 23/S, "Informatica".
La successiva riforma attuata col D.M. 22 ottobre 2004, n. 270 ha ridefinito le classi di laurea e introdotto nuovi vincoli. Ad esempio, la classe di Laurea in Scienze e Tecnologie Informatiche è identificata da L-31 e la classe di Laurea Magistrale in Informatica è identificata da LM-18.

## Caratteristiche
Le singole università possono attivare per ogni classe una o più corso di laurea, scegliere il nome e decidere i piani di studio - rispettando i vincoli della classe - e fermo restando l'accreditamento dei vari corsi presso il MiUR.
Tutte le lauree che appartengono ad una classe hanno lo stesso valore legale; quindi, in futuro, i bandi dei concorsi pubblici dovranno fare riferimento alle classi e non alle lauree.

## Equipollenza tra corsi
Il decreto interministeriale 5 maggio 2004 n. 196 ha equiparato i diplomi di laurea (DL) secondo il vecchio ordinamento (ovvero le "vecchie" Lauree con durata 4/5 anni) alle nuove classi delle lauree specialistiche (LS), ai fini della partecipazione ai concorsi pubblici. Ad esempio, per Informatica, la "vecchia" Laurea in Scienze dell'Informazione e la più recente Laurea in Informatica (5 anni) sono state considerate equivalenti alle nuove Lauree Specialistiche della Classe 23/S (Informatica).